# Szombati
Szombati (ukránul: Собатин) falu Ukrajnában, Kárpátalján, a Huszti járásban.

## Fekvése
Ilosvától északnyugatra fekvő település.

## Története
A trianoni békeszerződés előtt Bereg vármegye Felvidéki járásához tartozott. 1910-ben 202 lakosából 47 magyar, 155 ruszin volt. Ebből 2 római katolikus, 163 görögkatolikus, 37 izraelita volt.